# Томас I (граф Савойи)
Томас (Тома, Томмазо) I Савойский (итал. Tommaso I di Savoia, фр. Thomas I de Savoie; 20 мая 1178 — 6 марта 1233) — граф Савойский с 1189 года, князь Пьемонта. Был сыном Гумберта III Счастливого, графа Савойского и Беатрисы де Вьенн.

## Биография
После смерти отца, в возрасте 11 лет, Томас стал правителем Савойи. Опекуном и регентом при нём был назначен Бонифаций де Монферрат, под влиянием которого был заключен союз с Гибеллинами.
В старшем возрасте Томас поддерживал императора Фридриха II против папства и был назначен имперским викарием. Он расширил свои владения, присоединив Бюже, Во и Пьемонт и получил титул князя Пьемонтского. В 1232 году он выбрал Шамбери столицей. Томас не смог сохранить территориальные приобретения, земли были поделены между его сыновьями, и только в 1418 году его потомку Амадею VIII удалось объединить их заново.

## Брак и дети
Жена: с мая 1196 года Маргарита Женевская, дочь Гийома I Женевского, графа Женевы и Во. В этом браке родилось 15 детей:
- Амадей IV (1197—1253), граф Савойский
- Гумберт (1198—1223)
- Беатриса (1198—1266); муж: с 1219 года Раймунд Беренгер IV (V) (1199—1245), граф Прованса
- Томас II (1199—1259), князь Пьемонта.
- Аймон (ум. 1237/1242), сеньор Шабле
- Гильом (ум. 1239), епископ Валанса (1226—1238), епископ Льежа (1238—1239)
- Бонифаций, настоятель Нантюа
- Амадей (ум. 1268) епископ Мориена (1230—1268)
- Пьер II (1203—1268), граф Савойский.
- Филипп I (1207—1285), архиепископ Лиона и епископ Валанса (1246—1267), затем граф Савойский
- Бонифаций (1207 — 14 июля 1270), епископ Беле (1232—1241), архиепископ Кентерберийский (1246—1267)
- Алиса, аббатиса
- Агата, аббатиса
- Маргарита (1212—1270); муж: с 17 июня 1218 Гартман IV (ум. 27 ноября 1264), граф фон Кибург
- Авита; муж: с 1237 Болдуин де Редверс (ум.1262), 7-й граф Девон